# Aleksej Rastvorcev
Aleksej Petrovič Rastvorcev (rusko Алексей Петрович Растворцев), ruski rokometaš, * 8. avgust 1978, Belgorod.
Leta 2004 je na poletnih olimpijskih igrah v Atlanti v sestavi ruske reprezentance osvojil bronasto olimpijsko medaljo.
Čez štiri leta je z reprezentanco osvojil 6. mesto.